# Молекулярная геометрия

Геометрия молекулы воды со значениями длины связи O-H и угла связи H-O-H между двумя связями

Молекулярная геометрия — это трехмерное расположение атомов, составляющих молекулу. Она включает в себя общую форму молекулы, а также длины связей, валентные углы, торсионные углы и любые другие геометрические параметры, которые определяют положение каждого атома.
Геометрия молекулы влияет на ряд свойств вещества, включая его реакционную способность, полярность, фазу вещества, цвет, магнетизм и биологическую активность. Углы между связями, которые образует атом, слабо зависят от остальной части молекулы, то есть их можно рассматривать как приблизительно локальные и, следовательно, переносимые свойства.

## Определение
Геометрия молекулы может быть определена различными спектроскопическими и дифракционными методами. ИК, микроволновая и рамановская спектроскопия могут дать информацию о геометрии молекулы на основе деталей колебательного и вращательного поглощения, обнаруживаемых этими методами. Рентгеновская кристаллография, дифракция нейтронов и дифракция электронов могут дать молекулярную структуру кристаллических твердых тел на основе расстояния между ядрами и концентрации электронной плотности. Газовая дифракция электронов может использоваться для небольших молекул в газовой фазе. Методы ЯМР и FRET могут использоваться для определения дополнительной информации, включая относительные расстояния, двугранные углы, углы и связность. Молекулярную геометрию лучше всего определять при низкой температуре, потому что при более высоких температурах молекулярная структура усредняется по более доступным геометриям (см. следующий раздел). Более крупные молекулы часто существуют в нескольких стабильных геометриях (конформационная изомерия), близких по энергии на поверхности потенциальной энергии. Геометрии также могут быть вычислены с помощью ab initio методов квантовой химии с высокой точностью. Геометрия молекулы может быть разной для твердого тела, в растворе и в газе.
Положение каждого атома определяется природой химических связей, которыми он связан со своими соседними атомами. Геометрия молекулы может быть описана положением этих атомов в пространстве, откуда выводятся длины связи двух связанных атомов, валентные углы в тройках связанных атомов и торсионные углы (двугранные углы) трех последовательных связей.

## Влияние теплового возбуждения
«Движение» атомов в молекуле определяется квантовой механикой. Общие (внешние) квантово-механические движения, трансляция и вращение практически не меняют геометрию молекулы. В некоторой степени вращение влияет на геометрию через силы Кориолиса и центробежное искажение, но для настоящего обсуждения это несущественно. В дополнение к поступательному движению и вращению, третьим типом движения является молекулярная вибрация, которая соответствует внутренним движениям атомов, таким как растяжение связи и изменение угла связи. Колебания молекул являются гармоническими (по крайней мере, в хорошем приближении), и атомы колеблются около своего положения равновесия даже при температуре абсолютного нуля. При абсолютном нуле все атомы находятся в своем основном колебательном состоянии и демонстрируют квантово-механические нулевые колебания, так что волновая функция одной колебательной моды представляет собой не острый пик, а экспоненту конечной ширины. При более высоких температурах колебательные моды могут быть термически возбуждены (в классической интерпретации это выражается утверждением, что «молекулы будут колебаться быстрее»), но они по-прежнему колеблются вокруг узнаваемой геометрии молекулы.